# 桜花由美
桜花 由美（おうか ゆみ、1979年4月4日 - ）は、日本の女子プロレスラー。本名は阿部 由美子（あべ ゆみこ）。茨城県猿島郡（現：古河市）出身。B83cm、W62cm、H88cm。スポーツ歴は柔道、陸上、バレーボール。プロレスの試合時は日本人レスラーにしては珍しく一貫してストッキング（タイツ）を履いていた。プロレスリングWAVE所属、株式会社ZABUN代表取締役社長。プロレスと同時に、吉本興業の劇団「TRAPPER」で女優として活動もしていた。

## 所属
- 吉本女子プロレスJd'→JDスター女子プロレス（2001年2月25日 - 2007年7月16日）
- プロレスリングWAVE（2007年7月19日 - ）

## 経歴
当初は声優志望で、2000年4月にアイドル声優ユニット『KiraKira☆メロディ学園』に2期生として加入したが、3ヶ月ほどで脱退している。
2001年2月25日、吉本女子プロレスJd'・吉本興業主催、第2回アストレス・オーディションに合格し、アストレス2期生として吉本女子プロレスJd'に入門。2001年8月19日、東京・ディファ有明における対賀川照子＆古田圭子戦でデビュー（パートナーは柏田千秋）。当時は自らアイドルと称し、クリィミーマミをイメージしたリング・コスチュームで、歌い踊りながら入場するパフォーマンスは定番になった。弱小レスラーとして有名だったが、2003年3月23日のアストレス卒業式を前に高瀬玲奈の持つ全日本ジュニア王座に2度挑戦するまでに成長（いずれも敗退）。
その後、同期の東城えみの負傷長期欠場を機に力をつけ、2004年1月にはザ・ブラディーとのコンビでTWF世界タッグ王座を奪取。ところがその年の4月にブラディーらが大量離脱、同時に同王座も返上。5月には東城も団体を離れ、以後桜花は、所属選手が5人にまで減った団体のエースとして八面六臂の活躍を見せる。
だが2005年9月23日、新木場1stRINGで行われた「“息吹”第3回大会」のメインで、木村響子と組んで江本敦子・栗原あゆみ組と対戦した桜花は、試合中に左膝半月板損傷と左膝靭帯断裂の重傷を負ってしまい以降欠場。暫定的に半月板の手術のみを受け、12月27日には格闘美の年内最終興行に無理を押して出場、引退直前のブラディーと念願のコンビでGAMI・ファング鈴木組が保持するTWF世界タッグ王座に挑戦するが、負傷癒えぬ膝では思うように動けずギブアップ負けを喫した。
その後大晦日のブラディー＆ファング引退興行に悲願の出場を果たした後、完治完全復帰を目指して靱帯再生手術を受け、再び長期欠場に入る。2006年以降一切試合に出ていなかったが、2007年7月16日のJDスター解散最終戦『ジャンヌ・ダルク〜Jd'・JDスター・格闘美FINAL〜』に出場、JD最後の新人大畠美咲を相手にエキシビションマッチで仮復帰を果たした。解散に伴う進路が注目されていたが、7月19日に新団体「プロレスリングWAVE」の旗揚げ記者会見に出席、8月26日の同団体の旗揚げ戦のメインで復帰戦を行った。
2010年2月24日、尾崎魔弓とのシングルマッチに勝利した後、OZアカデミーで尾崎と抗争するアジャコングを倒すために尾崎軍へ加入することを表明。以後、WAVE所属ではあるが、尾崎軍（後にOZアカデミー正危軍）の一員としてOZアカデミーの興行にレギュラー参戦している。
2011年、WAVEのシングルリーグ戦Catch the WAVE第一回大会を制し初代「波女」となった。
2011年より大畠がリーダーを務めるヒール軍団「ブラック・ダリア」の一員となるも、2012年解散。
2013年3月17日、Regina di WAVE王座トーナメントを制し初代王者についた。
時折覆面レスラー「桜蝋燭」にも変身する。
2012年の植松寿絵引退後にWAVEコーチ、GAMI引退翌年の2014年より同団体代表を引き継いだ。なお、コーチについては2015年の「組閣」で浜田文子に交代した。
現在WAVEリングアナを務める野中美智子は吉本興業 TRAPPERの元同僚。
喋り声がいかりや長介に似てきたと言われている。2014年12月にのどの手術を行っている。
2019年4月1日付にて代表取締役社長に就任。
2021年8月22日、後楽園ホール大会にてデビュー20周年記念試合が行なわれ、Leonが保持するPURE-J認定無差別級王座に挑戦する。プロレスを続けるきっかけとなったLeonとの18年越しのリベンジマッチとなり、20分を越える戦いだったが最後はLeonにマロマ・デ・レオンを決められ敗れた。
10月1日、MarvelousとWAVE合同の後楽園ホール大会で、W.W.W.D世界エリザベス王座を獲得し、第6代王者となる。
2022年5月15日、名古屋大会で右ひざを負傷。全治2か月と診断され、長期欠場となった。
8月14日、新宿FACE大会でケガから復帰したが、そこで、同年秋に結婚することが報告された。
11月6日、後楽園ホール大会で、アイガーを相手に「独身ラストマッチ」を敢行し、勝利した。この日以降、妊活準備のため、試合の調整をおこなうこととなった。
11月11日、オーストラリア・ポートダグラスの教会で結婚式をあげた。

## 得意技
ビッグブーツ
通常から多用する技であり、フィニッシャーでもある。
サンマ・ドロップ
コーナートップからの旋回式ボディプレス。
サクラ落とし
連続式エルボー・ドロップ
サクラ☆ドロップ
セカンドロープに飛び乗って、反動を利用した背面ジャンプで威力を倍化させたエルボー・ドロップ。
サクラドロップ☆レインボー
スリングショット式にエプロンからトップロープを飛び越える反動と振り子の原理を利用して、威力を倍化させたエルボー・ドロップ。
サクラドロップ☆スーパー
コーナー最上段から背面ジャンプで極める、威力を3倍化させた桜花のエルボー・ドロップ最上級。
サクラ☆スター
カナディアン・バックブリーカーから前方へうつ伏せにして落とす。
エンジェル・ウィング・ロック
相手の左腕を取って、相手の頭に掛けた脚を腋の下から差し込んで回転。グランド状態で相手の首をロックし、腕を絞り上げる。
レインボー・キック
コーナーに逆さ吊りになっている相手へ仕掛ける。スリングショット式にエプロンからトップロープを飛び越える反動を利用して決めるドロップキック。
クル×2一本背負い
ダブルアームロコモーション
アトミック・ドロップ
スーツケース・スープレックス
小鉄☆ドロップ
体落とし
ケンカ・キック
ブラディーEX
相手の腕を首の前でクロスし、後ろに倒れこんで絞め上げる。引退したザ・ブラディーが開発した極め技を譲り受けたもの。
ネック・ハンギング・ボム
タイガー・スープレックス
キル・スイッチ
ドラゴンパンサー
キャメルクラッチ式にうつぶせの相手に跨って決める変形ドラゴン・スリーパー。
凶器攻撃（OZアカデミーのヒールユニット「正危軍」でのみ使用）
OZアカデミーでは尾崎魔弓代表率いるヒールユニット「正危軍」の一員のため凶器として現在はバラ鞭を使用している。
以前はスパンキングパドルや短鞭などを使用していた事もあった。

## タイトル歴
- 第21代TWF世界タッグ王座（パートナーはザ・ブラディー）
- 第181代アイアンマンヘビーメタル級王座
- 2005年格闘美Jupiter覇者
- 第16代OZアカデミー認定タッグ王座（パートナーは尾崎魔弓）
- 初代、第8代Regina di WAVE王座
- Catch the WAVE2009、2015優勝
- 第6代、第17代、第22代、第24代、第27代WAVE認定タッグ王座（パートナーは志田光（第6代）→宮崎有妃（第17代）→桃野美桜（第22代、第24代）→旧姓・広田さくら（第27代）
- 第6代W.W.W.D世界エリザベス王座
- 第16代W.W.W.D認定世界タッグ王座（パートナーは旧姓・広田さくら）

## 入場テーマ曲
- 2001年 - 2003年 「美衝撃ビューティフルショック」（アニメ魔法の天使クリィミーマミ挿入歌）
- 2004年 - 2007年 「NOVA'S」（劇場作曲家・有馬一快作曲、YUMI☆OHKA作詞）
- 2007年8月26日 - 「resurrection 〜2007remix〜」（宮路一昭作編曲・桜花由美作詞）
- 2011年3月9日 - The Prodigy - Hot Ride (ブラックダリア テーマ曲)

## 作品

### 写真集
- Venus（2005年10月、日本スポーツ出版社、撮影：加納典譲）ISBN 978-4930943385

### CD
- ATHTRESS「愛の証／HAPPY☆HAPPY／POWER OF FIGHT（アストレスのテーマ）」（2002年/プライムアトラス）

### MVD
- resurrectionレザレクション「resurrection／ため息」（2006年/日本デジタルコミュニケーションズ）

### DVD
- TRAPPER 1stビデオクリップ「Flight recorder01」（2006年/吉本興業ガールズ演劇ユニットTRAPPER）
- Silky colle ction『Se-女2!』Bイーネット・フロンティア(2004年10月)
- 格闘美&EXPERT 2005.Jan〜Mar「アジャ・コング、桜花由美vsダイナマイト・関西、AKINOほか」（JDスター）
- EXPERT〜新世代編〜「桜花由美vs松尾永遠ほか」（JDスター）
- 格闘美〜Jupiter〜総集編「桜花由美vs秋山恵ほか」（JDスター）
- 格闘美Festa「全員参加バトルロイヤルほか」（JDスター）
- 格闘美〜Dreamer〜「GAMI、ファング鈴木vsザ・ブラディー、桜花由美ほか」（JDスター）
- 格闘美〜MASSIVE〜「風香卒業!亜沙美引退!バーベキュー料理対決!!（映像特典）」（JDスター）
- 格闘美〜Future〜「桜花由美のサクラスコープ!（映像特典）」（JDスター）
- 格闘美〜Festa 2006〜「紅葉を見に行コウヨウ!!（映像特典）」（JDスター）
- 息吹 IBUKI 第2回大会2005年7月31日新木場1STRING 第3回大会2005年9月23日新木場1STRING 第4回大会2005年11月13日新宿FACE「木村響子、桜花由美vs江本敦子、栗原あゆみほか」（“息吹”事務局）
- NEO SUPER SHOW 女子プロレス大感謝祭 in SAPPORO「豊田真奈美vs桜花由美」（NEO PLEX）
- DDTプロレスオーディエンス2005「アイアンマンバトルロイヤルほか」（ヴァリス）

## メディア出演

### 映画
- ワイルド*フラワーズ（2004年/ワイルド・フラワーズ製作委員会）
- 弁天通りの人々（2009年、アルゴ・ピクチャーズ） - お勝 役

### モデル
- IDOL WRESTLER EXHIBITION アイドル×レスラー展（2018年3月13日 – 25日、銀座・ヴァニラ画廊）[9]

### 舞台
- 「新木場☆ストアハウス」
- 「港崎遊郭」「SO LA LA LA〜僕の空には虹がある〜」（TRAPPER本公演）
- 「LADY GO!!!〜天使が空から降る聖夜に〜」（TRAPPERプレゼン公演）
- 「カウント2.9!」（2018年7月26日、28日、新木場1stRING）